# Asheville
Asheville es una ciudad estadounidense ubicada en el condado de Buncombe, en el oeste del estado de Carolina del Norte. Esta ciudad de 70 000 habitantes se encuentra en un valle de la cadena de los Apalaches, sobre la orilla derecha del río French Broad, una de las fuentes del río Tennessee (afluente del Ohio que, a su vez, es afluente del Misisipi). Asheville se llamaba antes Morristown, y obtuvo su estatuto de ciudad el 27 de enero de 1798. El nombre de Asheville deriva del de un antiguo gobernador del estado, Samuel Ashe. Debido al terreno sobre el cual se levanta la ciudad, Asheville no dispone de un plan organizado como otras ciudades estadounidenses.

## Historia

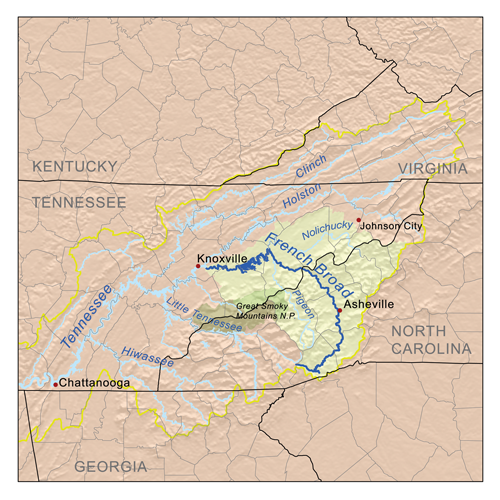
Asheville en un mapa del río French Broad (→ río Tennessee → Ohio → Misisipi)

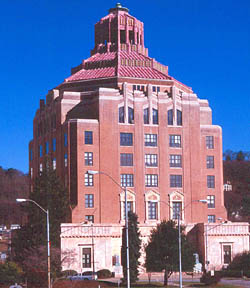
Ayuntamiento de Asheville. Edificio de estilo art déco de la década de 1920

Antes de la llegada de los europeos, el territorio donde se encuentra Asheville se encontraba dentro de los límites del país de los Cherokee.  En 1540, el explorador español Hernando de Soto llegó a la zona, siendo los primeros visitantes europeos del área, dando lugar a que las enfermedades que portaban traídas de Europa, contagiaran a la población nativa.
La historia de Asheville, como ciudad, comienza en 1784. Año en el que el coronel Samuel Davidson y su familia se instalaron en el valle del Swannanoa debido a su redención como soldado, con la concesión de tierras del estado de Carolina del Norte. Pronto después de construir una cabaña de troncos en la vega del "Christian Creek", Davidson fue emboscado y muerto en el bosque por una banda de cazadores cherokee. La esposa de Davidson, su hijo y una esclava huyeron a pie hasta el "Fuerte Davidson" a unas 16 millas de distancia. 
En respuesta a la matanza, el hermano gemelo de Davidson, Major William Davidson y su cuñado coronel Daniel Smith formaron una expedición para recuperar el cuerpo de Samuel Davidson y para vengar su muerte. Meses después de la expedición, el Major Davidson y otros miembros de su extensa familia retornaron al área y se asentaron en "Bee Tree Creek".
Según el censo de Estados Unidos de 1790 se contabilizaban 1000 residentes en el área, excepto los cherokee. El condado de Buncombe fue creado oficialmente en 1792. La sede del condado, nombrada "Morristown" en 1793, fue establecido en una meseta donde se cruzaban dos viejas sendas indias. En 1797 Morristown fue incorporado y rebautizado como "Asheville" en honor a Samuel Ashe, gobernador de Carolina del Norte. Desde que los cherokee quedaron sometidos a los colonos europeos, el área pasó a ser utilizada como coto de caza abierto hasta mediados del siglo XIX.

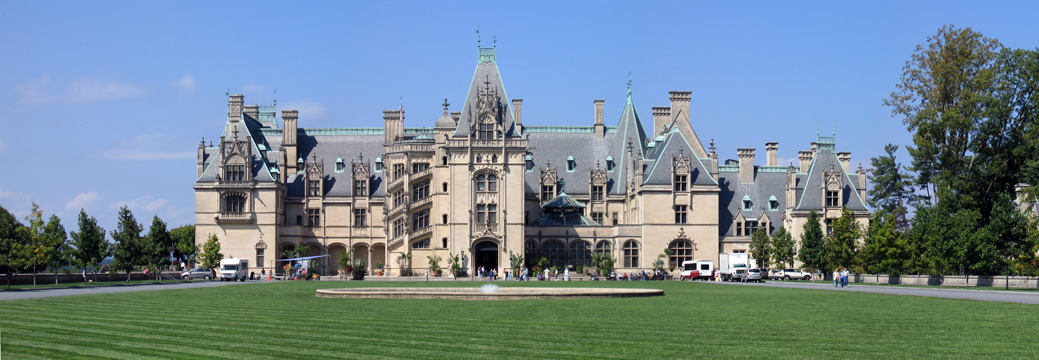
La finca Biltmore actualmente.

## Clima
| Parámetros climáticos promedio de Aeropuerto Regional de Asheville, Carolina del Norte (normales 1991–2020, extremos 1869–presente) | Parámetros climáticos promedio de Aeropuerto Regional de Asheville, Carolina del Norte (normales 1991–2020, extremos 1869–presente) | Parámetros climáticos promedio de Aeropuerto Regional de Asheville, Carolina del Norte (normales 1991–2020, extremos 1869–presente) | Parámetros climáticos promedio de Aeropuerto Regional de Asheville, Carolina del Norte (normales 1991–2020, extremos 1869–presente) | Parámetros climáticos promedio de Aeropuerto Regional de Asheville, Carolina del Norte (normales 1991–2020, extremos 1869–presente) | Parámetros climáticos promedio de Aeropuerto Regional de Asheville, Carolina del Norte (normales 1991–2020, extremos 1869–presente) | Parámetros climáticos promedio de Aeropuerto Regional de Asheville, Carolina del Norte (normales 1991–2020, extremos 1869–presente) | Parámetros climáticos promedio de Aeropuerto Regional de Asheville, Carolina del Norte (normales 1991–2020, extremos 1869–presente) | Parámetros climáticos promedio de Aeropuerto Regional de Asheville, Carolina del Norte (normales 1991–2020, extremos 1869–presente) | Parámetros climáticos promedio de Aeropuerto Regional de Asheville, Carolina del Norte (normales 1991–2020, extremos 1869–presente) | Parámetros climáticos promedio de Aeropuerto Regional de Asheville, Carolina del Norte (normales 1991–2020, extremos 1869–presente) | Parámetros climáticos promedio de Aeropuerto Regional de Asheville, Carolina del Norte (normales 1991–2020, extremos 1869–presente) | Parámetros climáticos promedio de Aeropuerto Regional de Asheville, Carolina del Norte (normales 1991–2020, extremos 1869–presente) | Parámetros climáticos promedio de Aeropuerto Regional de Asheville, Carolina del Norte (normales 1991–2020, extremos 1869–presente) |
| Mes | Ene. | Feb. | Mar. | Abr. | May. | Jun. | Jul. | Ago. | Sep. | Oct. | Nov. | Dic. | Anual |
| --- | --- | --- | --- | --- | --- | --- | --- | --- | --- | --- | --- | --- | --- |
| Temp. máx. abs. (°C) | 26.7 | 26.7 | 30.6 | 32.2 | 33.9 | 36.7 | 37.2 | 37.8 | 35 | 32.8 | 28.3 | 27.2 | 37.8 |
| Temp. máx. media (°C) | 9.4 | 11.6 | 15.4 | 20.8 | 24.6 | 28.1 | 29.6 | 28.9 | 25.9 | 20.9 | 15.3 | 10.8 | 20.1 |
| Temp. media (°C) | 3.7 | 5.6 | 9.1 | 13.9 | 18.2 | 22.1 | 23.9 | 23.3 | 20.2 | 14.4 | 8.8 | 5.2 | 14.1 |
| Temp. mín. media (°C) | -1.9 | -0.4 | 2.8 | 7 | 11.8 | 16.2 | 18.3 | 17.8 | 14.4 | 7.9 | 2.3 | -0.4 | 7.9 |
| Temp. mín. abs. (°C) | -26.7 | -22.8 | -16.7 | -6.7 | -2.2 | 1.7 | 6.7 | 5.6 | -1.1 | -6.7 | -17.2 | -21.7 | -26.7 |
| Precipitación total (mm) | 104.9 | 87.9 | 96.5 | 105.9 | 104.9 | 121.7 | 118.6 | 128 | 104.9 | 85.6 | 94.5 | 106.2 | 1259.6 |
| Nevadas (cm) | 9.1 | 4.8 | 4.8 | 0.5 | 0 | 0 | 0 | 0 | 0 | 0 | 0.5 | 6.4 | 26.2 |
| Días de precipitaciones (≥ 0.2 mm)                                                                                                  | 10.5 | 9.8 | 11.9 | 10.6 | 11.5 | 13.4 | 13.9 | 13.1 | 9.2 | 7.8 | 8.8 | 10.0 | 130.5 |
| Días de nevadas (≥ 0.2 cm) | 1.6 | 1.5 | 1.0 | 0.2 | 0.0 | 0.0 | 0.0 | 0.0 | 0.0 | 0.0 | 0.2 | 1.1 | 5.6 |
| Horas de sol | 175.9 | 181.2 | 223.5 | 252.3 | 264.1 | 267.0 | 257.5 | 227.8 | 207.5 | 219.6 | 178.8 | 167.2 | 2622.4 |
| Humedad relativa (%) | 72.6 | 69.8 | 68.4 | 66.2 | 75.3 | 78.6 | 81.6 | 83.5 | 84.1 | 78.4 | 74.8 | 74.1 | 75.6 |
| Fuente: NOAA | | | | | | | | | | | | | |

## Enseñanza
Asheville y sus alrededores forman un área donde se asientan diversas instituciones de enseñanza superior:
- Asheville-Buncombe Technical Community College (Asheville, NC)
- Black Mountain College (Black Mountain, NC: 1933-1957)
- Brevard College (Brevard, NC)
- Mars Hill College (Mars Hill, NC)
- Montreat College (Montreat, NC)
- South College (Asheville, NC)
- University of North Carolina at Asheville (Asheville, NC)
- Warren Wilson College (Swannanoa, NC)
- Western Carolina University (Cullowhee, NC)

## Patrimonio
- Biltmore Estate
- Blue Ridge Parkway
- Jardín Botánico de Asheville
- Grove Park Inn
- North Carolina Arboretum
- Smith-McDowell House
- Basílica de San Lorenzo
- Ayuntamiento de Asheville

## Ciudades hermanadas
- San Cristóbal de Las Casas (México)
- Karpenisi (Grecia)
- Saumur (Francia)
- Valladolid (Yucatán) (México)
- Vladikavkaz (Rusia)